# Дипломатия

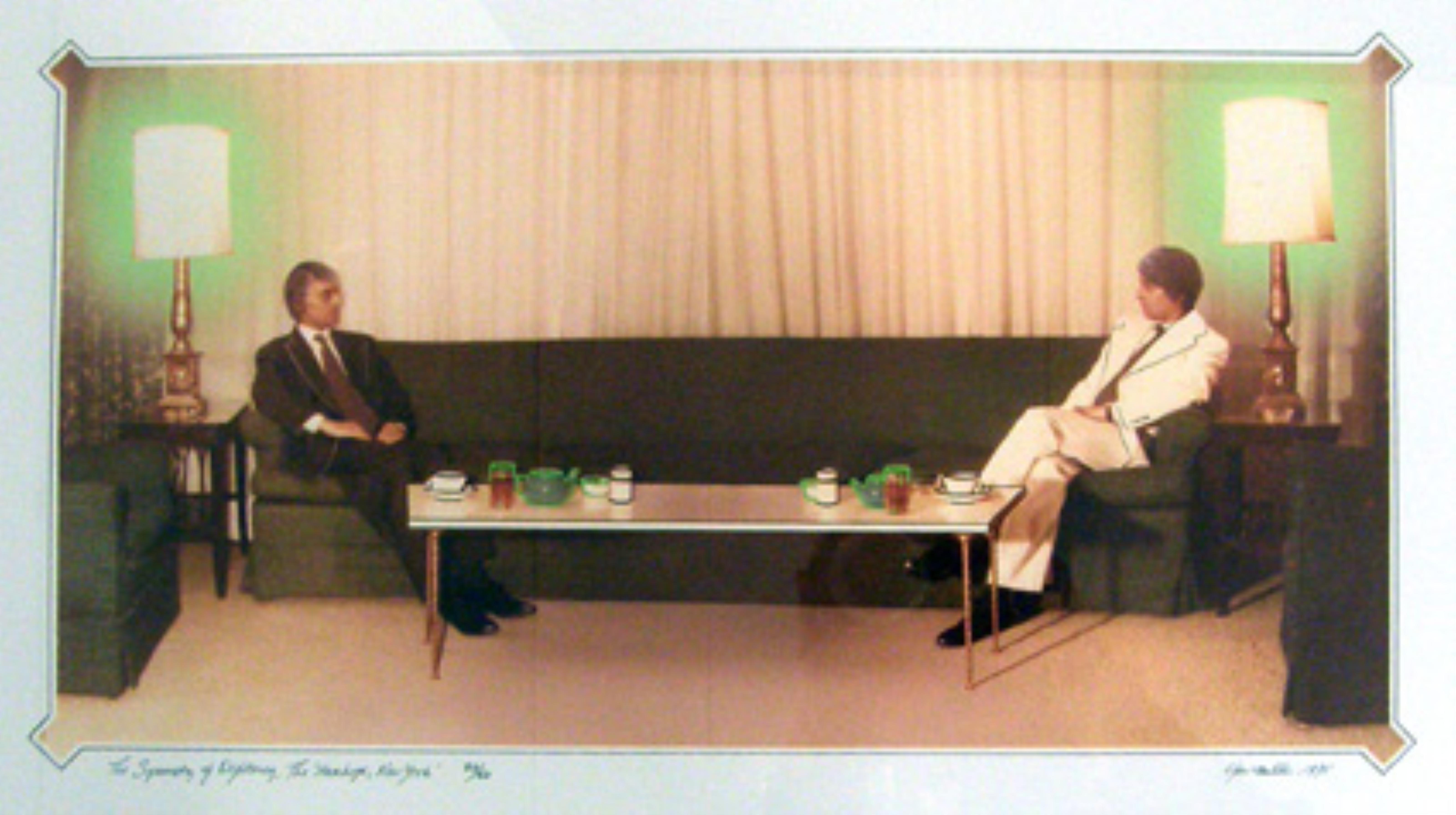
Гер ван Элк, Симметрия дипломатии, 1975, Музей Гронингера.

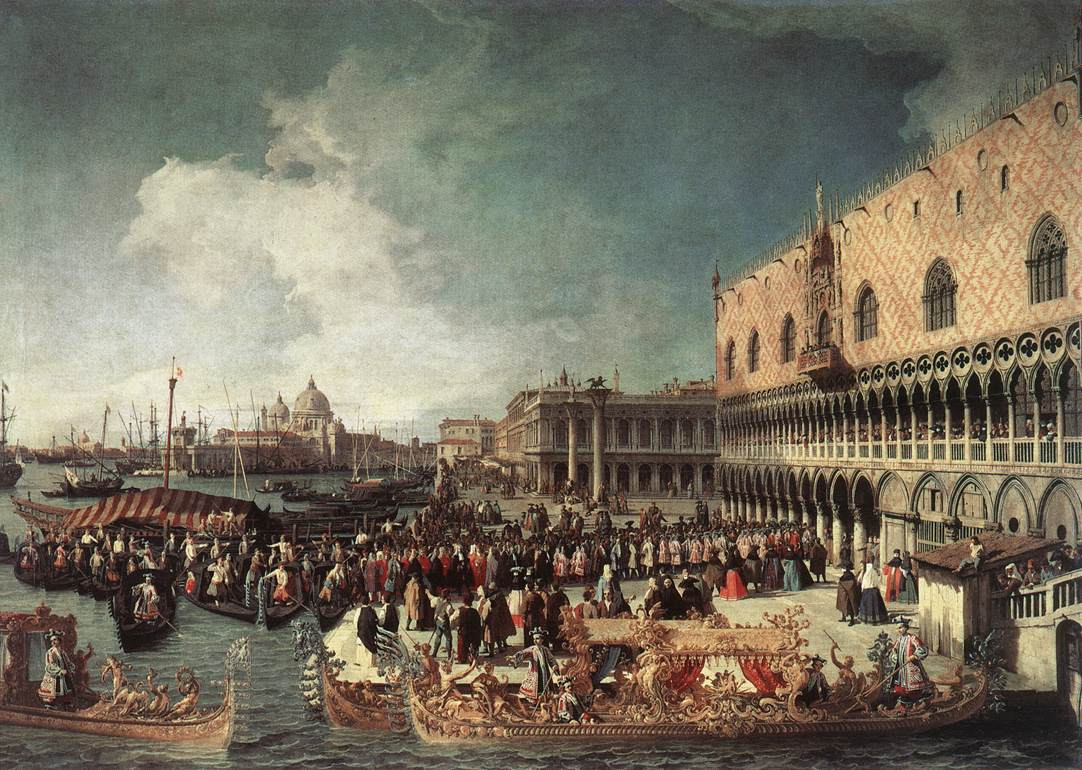
Приём посла во дворце дожей, Венеция. С картины Каналетто, около 1730 года.

Диплома́тия — деятельность глав государств, правительств и специальных органов внешних сношений по осуществлению целей и задач внешней политики государств, а также по защите интересов государства за границей.
Дипломатия является средством осуществления внешней политики государств, и представляет собой совокупность практических мероприятий, приёмов и методов, применяемых с учётом конкретных условий и характера решаемых задач.

## Возникновение и содержание термина «дипломатия»
Считается, что слово «дипломатия» происходит от греческого слова díplōma, которым в Древней Греции называли сдвоенные дощечки с нанесёнными на них письменами, выдававшиеся посланцам в качестве верительных грамот и документов, подтверждавших их полномочия. Буквально это слово означало «сложенный вдвое». Направлявшиеся на переговоры послы в Древней Греции получали инструкции и грамоты, подтверждающие их полномочия, записанные на двух складывающихся дощечках, которые они вручали должностному лицу города (античного полиса), ведавшему международными делами. Отсюда происходит слово «Дипломатия».
В обыденной речи слово «дипломатия» иногда употребляется для обозначения некоторых совершенно различных вещей. Например, иногда под дипломатией понимается внешняя политика государства. В других случаях под дипломатией понимаются переговоры, а иногда под этим словом подразумевается совокупность процедур и аппарат, при помощи которых ведутся переговоры. Оно также употребляется для обозначения загранучреждений, входящих в министерство иностранных дел. В конце концов, слово «дипломатия» обозначает особую способность людей, проявляющуюся в искусстве добиваться выгоды при ведении международных переговоров, или ловкости в хорошем смысле этого слова, а в плохом смысле — в коварстве в подобных делах. Эти пять значений слова «дипломатия» особенно употребляются в англоязычных странах.
Самостоятельно это слово начали употреблять с конца XVI века. Первый случай употребления слова дипломатия в Англии относится к 1645 году. Позднее великий немецкий учёный Готфрид Лейбниц применил слово «дипломатический» (по латыни diplomaticus) в изданным им Своде дипломатического права («Codex Juris Gentium Diplomaticus») в 1693 году. С тех пор оно стало обозначать «касающийся международных отношений».
Позднее слово «дипломатия» в том смысле, который мы вкладываем в него сейчас, стал применять французский дипломат Франсуа Кальер, бывший послом Людовика XIV в нескольких государствах. В 1716 году он опубликовал книгу «О способах ведения переговоров с государями», где использовал слово «дипломатия» в современном значении этого слова. Книга Кальера до сих пор используется при подготовке дипломатов во многих дипломатических школах. В этом издании дипломатия рассматривается как искусство ведения переговоров, основанное на определённых моральных принципах и в основе которого лежит определённая теория. До этого, во времена Древней Греции и Древнего Рима, а также Византии и Средневековья, искусство лжи и обмана в международных делах было доведено до совершенства. Кальер противопоставил этому честные переговоры, основанные на высоком интеллекте. Он писал в этой книге: «Обман — это в действительности показатель ограниченности ума того, кто ведет переговоры. Не секрет, что для достижения успеха всегда использовалась ложь. Она всегда оставляла после себя капли отравы и даже наиболее блестящие успехи дипломатии, достигнутые обманом, покоятся на шаткой почве. Успешно проведенные честные и основанные на высоком интеллекте переговоры создадут дипломату огромные преимущества в последующем диалоге, который он будет вести».
Существует несколько определений понятия «дипломатия». В Оксфордском словаре даётся такое определение: «Дипломатия — это ведение международных отношений посредством переговоров; метод, при помощи которого эти отношения регулируются и ведутся послами и посланниками; работа или искусство дипломата». Вместе с тем существуют также другие определения понятия «дипломатия». Например, в книге Э. Сатоу «Руководство по дипломатической практике» говорится: «Дипломатия есть применение ума и такта к ведению официальных сношений между правительствами независимых государств, а ещё короче, ведение дел между государствами с помощью мирных средств».
В Дипломатическом словаре (главный редактор — министр иностранных дел СССР А. А. Громыко) даётся такое определение: «Дипломатия — принципиальная деятельность глав государств, правительств и специальных органов внешних сношений по осуществлению целей и задач внешней политики государства, а также по защите прав и интересов государства за границей»
Резюмируя различные точки зрения по поводу определения дипломатии, можно определить её как науку международных отношений и искусство ведения переговоров руководителями государств и правительств и специальными органами внешних сношений (министерствами иностранных дел, дипломатическими представительствами, участие дипломатов в определении курса внешней политики страны и её проведении в жизнь мирными средствами. Главная цель дипломатии — защита интересов государства и его граждан.

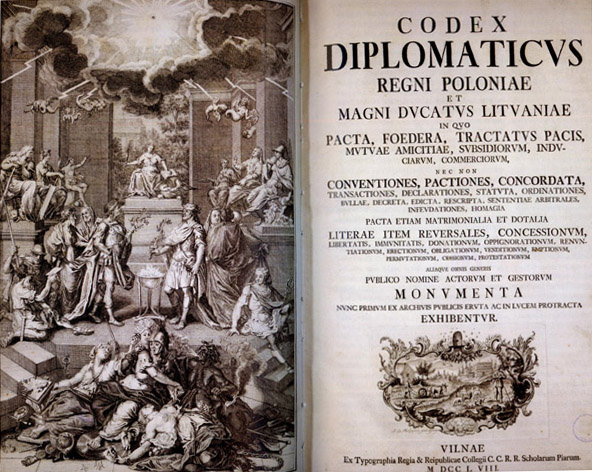
Дипломатический кодекс, 1758 год

## История дипломатии
Дипломатия как метод урегулирования установления отношений между группами людей существовала, очевидно, ещё в доисторические времена. По мнению Г. Никольсона, ещё в XVI веке теоретики уверяли, что первыми дипломатами были ангелы, так как они исполняли обязанности послов между небом и землёй.
Даже в доисторические времена, вполне вероятно, бывали случаи, когда одно племя воевало с другим племенем и для того, чтобы подобрать раненых и похоронить убитых, велись переговоры о временном прекращении битвы. Уже тогда было ясно, что подобного рода переговоры были бы невозможны, если бы посол одной стороны был съеден другой стороной до того, как он передал послание. Отсюда, вероятно, и появились определённые права и привилегии для переговорщиков. Личность подобного рода посланцев или вестников, надлежащим образом уполномоченных, должна была быть в некотором отношении особой. Из этих обычаев возникли те привилегии, которыми пользуются современные дипломаты.
В рабовладельческом обществе, постоянно использовавшем военные захваты для пополнения рабочей силы, преобладали военные средства осуществления внешней политики государств. Дипломатические связи поддерживались лишь эпизодически посольствами, которые направлялись в отдельные страны с определённой миссией и возвращались после её выполнения.
В условиях феодальной раздробленности получила распространение «частная» дипломатия феодальных суверенов, которые в промежутках между войнами заключали мирные договоры, вступали в военные союзы, устраивали династические браки. Широкие дипломатические связи поддерживала Византия. В середине XV века с развитием международных отношений постепенно появляются постоянные представительства государств за границей.
Особенности дипломатии государств новой истории определяются новыми целями их внешней политики в условиях развития капиталистического (рыночного) хозяйства. Для крупных государств это борьба за завоевание внешних рынков, за раздел, а затем и за передел мира. Для небольших государств и народов - это формирование национальных государств, отстаивание их независимости и целостности. В новых условиях значительно расширяются масштабы дипломатической деятельности, которая становится более динамичной и используется государством для создания более широкой опоры среди руководства и правящей элиты иностранных государств, для установления контактов с определёнными политическими партиями, СМИ. Дипломатия, наряду с военными средствами, сыграла важную роль в борьбе за осуществление целей антифеодальных, демократических и национально-освободительных движений, в образовании национальных государств в Латинской Америке и на Балканах, в объединении Германии, Италии.
В новейшей истории новым важнейшим направлением дипломатии стало сохранение мира, развитие многообразных переговорных форматов, создание наднациональных регулирующих органов — Лига Наций, ООН.

### Старая и новая дипломатия
Принято считать, что рубежом в развитии дипломатии явились Первая мировая война и произошедшие после неё события. К ним относят: провозглашение президентом США Вудро Вильсоном его 14 пунктов открытой дипломатии и экономического равенства государств, отмену Советской Россией так называемых «кабальных договоров» и отказ от тайной дипломатии. На рождение новой дипломатии оказали влияние такие факторы, как стремление к созданию международных организаций (в первую очередь Лиги Наций и ООН), имеющих целью предотвращение войн, распад существовавших империй и мировой колониальной системы, возникновение и сосуществование двух систем (капитализм — коммунизм) и другие события, произошедшие после Первой и Второй мировых войн. Значительно изменилась роль общественности, средств массовой информации и их влияние на дипломатию.

## Форма дипломатии
Дипломатия является чрезвычайно кодифицированной и формализованной деятельностью, осуществляемой на основании Венской конвенции о дипломатических сношениях 1961 года.

## Функции дипломатии
- представительство
- дипломатическое общение и переписка
- проведение переговоров
- снискание расположения
- добывание информации или дипломатическая разведка
- защита интересов граждан своей страны за рубежом

## Методы и средства дипломатии
- официальные и иные визиты и переговоры;
- дипломатические съезды, конференции, совещания и встречи;
- подготовка и заключение двусторонних и многосторонних международных договоров и иных дипломатических документов;
- участие в работе международных организаций и их органов;
- повседневное представительство государства за границей, осуществляемое его посольствами и миссиями;
- дипломатическая переписка;
- публикация дипломатических документов;
- освещение в СМИ позиции правительства по тем или иным международным вопросам;
- передача дипломатических нот;
- разрыв дипломатических отношений;
- использование ресурсов сети интернет, информационно-коммуникационных технологий и социальных сетей.

## Принципы и особенности дипломатии
- Международное право запрещает вмешательство дипломатических представителей во внутренние дела страны пребывания.
- Органы и ответственные лица, несущие дипломатическую службу, пользуются в стране пребывания общепризнанными правами и дипломатическими привилегиями (иммунитет и неприкосновенность дипломатического персонала и помещений, право шифрованной переписки и дипломатической закрытой связи, право подъёма флага государства, таможенные привилегии и др.).

## Виды дипломатии
В зависимости от целей и способов достижения целей внешней политики государства различают следующие виды дипломатии.

### Политика умиротворения
(англ. Appeasement)
Суть данной разновидности дипломатии состоит в умиротворении, то есть нежелании обострять или разжигать противоречия, которые существуют между странами. Данная разновидность дипломатии предполагает различные уступки по малозначительным и не принципиальным вопросам противоположной стороне.
Чаще всего примером данной дипломатии называют политику Англии и Франции накануне Второй мировой войны, когда они пытались противостоять агрессивным устремлениям Гитлера.

### Дипломатия канонерок
Суть дипломатии канонерок состоит в демонстрации силы для достижения своих внешнеполитических целей. Получила своё наименование от слова «канонерка» — небольшого корабля с серьёзным артиллерийским вооружением.
Примером данной политики является применение Соединёнными Штатами Америки канонерок в Китае в начале XX века, а также в Латинской Америке. В настоящее время любое применение военно-морских сил для достижения внешнеполитических целей получило название дипломатии канонерок.

### Челночная дипломатия
Челночная дипломатия — одно из средств мирного разрешения споров между государствами путём серии переговоров с участием третьего государства (посредника) и на основе выдвинутых им условий.
В начале 1974 года государственный секретарь США Генри Киссинджер начал первый раунд того, что потом получило название «челночной дипломатии» между Иерусалимом и столицами арабских стран.

### Гражданская дипломатия
Гражданская дипломатия — это термин, обозначающий альтернативную классическому представлению о государственной дипломатии   деятельность на международной арене, направленную на выполнение совпадающих с официальной государственной дипломатией целей внешней политики государства посредством инструментов, каналов, институтов, отличных от классических. Это означает, что Track II Diplomacy расхожа с деятельностью профессиональных дипломатов как представителей официальных правительственных органов различных государств по ведению формальных переговоров.  Источниками Track II Diplomacy выступают неправительственные субъекты разного типа, образовательные, культурные, спортивные учреждения и иные типы неправительственных субъектов, даже частные лица. Отсутствие прямой связи производимой  деятельности с правительственными органами – отличительная черта гражданской дипломатии.
Track II Diplomacy (также именуемая гражданской дипломатией в данном контексте)— термин, объединяющий иные виды реализации внешних сношений, не относящиеся к правительственной дипломатии, такие как публичная дипломатия, экономическая дипломатия, народная дипломатия,партизанская, научная, культурная, цифровая, дипломатия крикета, дипломатия чековой книжки;  также Track II Diplomacy может быть сонаправлена с курсом политики умиротворения и иными разновидностями классической дипломатии.

#### Дипломатия доллара
Данная разновидность дипломатии предполагает использование экономических методов (например, кредитов) для достижения своих целей.
Президент США Вильям Говард Тафт (1909—1913) образно охарактеризовал дипломатию доллара как «политику, при которой доллары должны выполнять роль пуль». Впервые словосочетание использовано в 1909 году, когда правительство США стимулировало инвестициями и займами строительство железных дорог в Китае. Эта политика распространялась США в основном на слаборазвитые страны Латинской Америки (Гаити, Гондурас и Никарагуа), где возврат займов гарантировали вооружённые силы США, присутствовавшие в стране.

#### Публичная дипломатия
Под публичной дипломатией понимаются действия, направленные на достижение целей национальной внешней политики путём установления долгосрочных отношений, изучения общественного мнения за рубежом, информирования зарубежной аудитории с целью лучшего понимания ценностей и институтов собственного государства за рубежом. Публичная дипломатия продвигает национальные интересы и обеспечивает национальную безопасность путём изучения настроений за рубежом, воздействия на тех, кто формирует это мнение.

#### Народная дипломатия
Под народной дипломатией в широком смысле этого слова понимается исторически непрерывный процесс общения, взаимного познания народов, взаимовлияния и взаимообогащения культур.

#### Экономическая дипломатия
Экономическая дипломатия, или торговая дипломатия — это направление дипломатической работы, в основе которых лежат торгово-экономические отношения.
Торговая дипломатия как направление внешних сношений государства сыграла большую роль во Франции во времена Людовика XIV. Советник короля Жан-Батист Кольбер активно развивал это направление, благодаря чему истощённая войнами французская казна была спасена за счёт коммерческой, торговой дипломатии.

Особое значение этот вид дипломатии имеет в современных условиях, когда благодаря процессу глобализации, благосостояние практически всех государств очень сильно зависит от участия в мировых торгово-экономических отношениях.
Повышению эффективности экономической дипломатии способствует целый ряд факторов. Ключевой среди них - последовательно проводимая развитыми и развивающимися странами, а также странами с переходной экономикой политики по укреплению национальной конкурентоспособности, служащая материальной основой успешной экономической дипломатии. В числе других важных факторов — разработка общенациональной внешнеэкономической стратегии, особенно когда эта стратегия содержит, наряду с главными целями, методы их достижения, а также определяет конкретные задачи применительно к крупным сегментам внешнеэкономических отношений, отдельным регионам и рынкам, предусматривает действенные инструменты решения поставленных задач. Большое значение имеет правильное выстраивание приоритетов экономической дипломатии, ее надлежащее финансовое, организационное и кадровое обеспечение. В настоящее время экономическая дипломатия как одна из важнейших функций государства в условиях глобализации приобретает комплексный, системный характер, тесно взаимодействуя с широким кругом государственных структур, общественных организаций и торгово-промышленными структурами предпринимателей. 

#### Цифровая дипломатия
Цифровая (электронная) дипломатия (англ. Digital diplomacy, e-diplomacy) — использование возможностей сети Интернет и информационно-коммуникационных технологий (ИКТ) для решения дипломатических задач. В рамках цифровой дипломатии используются новые медиа, социальные сети, блоги и тому подобные медиаплощадки в глобальной сети. В электронной дипломатии принимают участие государственные ведомства, в первую очередь внешнеполитические правительственные органы, а также неправительственные организации, чья деятельность связана с реализацией внешнеполитической повестки дня. Главные цели цифровой дипломатии — продвижение внешнеполитических интересов, информационная пропаганда через Интернет-телевидение, социальные сети и мобильные телефоны, направленная на массовое сознание и политические элиты.

#### Икорная дипломатия
(азерб. Kürü diplomatiyası, англ. Caviar diplomacy) — проводимая на государственном уровне политика Азербайджана по стратегическому лоббированию собственных интересов путём скрытого и прямого подкупа иностранных политиков и сотрудников международных организаций. Часто сопровождается дорогостоящими приглашениями их в Азербайджан за счёт принимающей стороны, преподнесением ценных подарков, завуалированных под «дань восточной традиции».

## Нормативные акты
- Конституция Российской Федерации 1993 г.
- Указ Президента России «О координирующей роли Министерства иностранных дел Российской Федерации в проведении единой внешнеполитической линии Российской Федерации» от 12 марта 1996 г. // СЗ РФ. 1996. № 12. Ст. 1061.
- Положение о Министерстве иностранных дел Российской Федерации. Утверждено Указом Президента РФ от 14 марта 1995 г. // СЗ РФ. 1995. № 12. Ст. 1033.
- Положение о Посольстве Российской Федерации (утверждено Указом Президента РФ от 28 октября 1996 г.) // СЗ РФ. 1996. № 45. Ст. 5090.
- Положение о Постоянном представительстве Российской Федерации при международной организации (утверждено Указом Президента РФ от 29 сентября 1999 г.) // Российская газета. 1999. 7 окт.
- Венская конвенция о дипломатических сношениях 1961 г. // СДД СССР. Вып. XXIII. М., 1970. С. 136—148.
- Венская конвенция о консульских сношениях 1963 г. // СДД СССР. Вып. XLV. М., 1991. С. 124—147.
- Конвенция о специальных миссиях 1969 г. // ДМП. Т. 1. М., 1996. С. 562—582.
- Венская конвенция о представительстве государств в их отношениях с международными организациями универсального характера, от 14 марта 1975 г. // Там же. С. 582—615.
- Правила процедуры для созыва международных конференций государств (приняты Генеральной Ассамблеей ООН 3 декабря 1949 г.) // Там же. С. 733—734. 87 т